# Arc System Works
Арк Систем Вркс (енгл. Arc System Works) или АркСис је јапански произвођач и издавач видео-игрица чије се седиште налази у Јокохами у Јапану. Основана од стране Миноруа Кидооке 1988. године, компанија је позната по својим франшизама дводимензионалних борилачких аркадних игрица (енг. fighting games) Гилти Гир (енгл. Guilty Gear) и БлазБлу (енгл. BlazBlue) и као и неке игрице засноване на лиценцама за Змајева Кугла (енгл. Dragon Ball) Персона 4 Арена (енг. Persona  4 Arena), Гранблу Фантази Версус (енгл. Granblue Fantasy Versus) и друге.

## Историја
Компанија је основана јануара 1988. године и касније инкорпорирана у Arc Co., Ltd, у мају. Током својих првих година, компанија је углавном била уговорни девелопер за СЕГУ (енгл. SEGA) Семи и Банпресто. У то време, компанију је чинило само осам девелопера од којих је већина претходно радила у Сеги, укључујући оснивача компаније Миноруа Кидооку. Године 1991. компанија је преименована у Arc system works. 1992-ге произвели су игрицу за конзолу Фамиком (енгл. Famicom) звану Пица Поп (енгл. Pizza Pop). Такође су произвели серију игрица Месечева Ратница (енгл. Sailor Moon) за издавача Angel укључујући Bishōjo Senshi Sailor Moon S: Jōgai Rantō!? Shuyaku Sōdatsusen што је прва борилачкаи игрица коју су произвели. Сопствену прву игрицу звану Exector су објавили 1995-е за конзолу ПлејСтејшн (енг. PlayStation). 
Једанаестог јуна 2015. године, компаније је добила право над интелектуалном својином од корпорације Technōs Japan над серијама игрица Дабл Драгон (енгл. Double Dragon) као и Кунио-кун од компаније Million Co., Ltd. Међутим, и пре овог подухвата, Арксис су били издавачи Technōs-ових игрица за конзоле у Јапану. Непосредно након ове трансакције, Арксис је у потпуности преузео издавачку делатност у северној Америци од Arksys Games.
Шестог фебруара 2017. године, компанија је стекла право на Jake Hunter, Theresia, Nazo no Jikenbo и Koneko no Ie серије игрица од издавача WorkJam. 
Другог новембра 2017. године, компанија је најавила оснивање северноамеричке филијале Arc System Works America, inc.

## Произведене игрице
| Година | Назив                                                                 | Платформа/е                                                                                | Издавач                                                            |
| ------ | --------------------------------------------------------------------- | ------------------------------------------------------------------------------------------ | ------------------------------------------------------------------ |
| 1988   | Double Dragon                                                         | Sega Master System                                                                         | Sega                                                               |
| 1988   | Final Lap                                                             | Family Computer                                                                            | Namco                                                              |
| 1988   | Vigilante                                                             | Sega Master System                                                                         | Sega                                                               |
| 1989   | Battle Out Run                                                        | Sega Master System                                                                         | Sega                                                               |
| 1989   | Rolling Thunder                                                       | Family Computer                                                                            | Namco                                                              |
| 1989   | Scramble Spirits                                                      | Sega Master System                                                                         | Sega                                                               |
| 1990   | Chiyonofuji no Ōichō                                                  | Family Computer                                                                            | Face                                                               |
| 1990   | Code Name: Viper                                                      | Nintendo Entertainment System                                                              | Capcom                                                             |
| 1990   | Ghouls'n Ghosts                                                       | Sega Master System                                                                         | Sega                                                               |
| 1990   | Michael Jackson's Moonwalker                                          | Sega Master System                                                                         | Sega                                                               |
| 1990   | Operation Wolf                                                        | PC Engine                                                                                  | NEC Avenue                                                         |
| 1990   | Pengo                                                                 | Game Gear                                                                                  | Sega                                                               |
| 1990   | Super Monaco GP                                                       | Game Gear, Sega Master System                                                              | Sega                                                               |
| 1991   | Battle Commander: Hachibushu Shura no Heihou                          | Super Famicom                                                                              | Banpresto                                                          |
| 1992   | Ayrton Senna's Super Monaco GP II                                     | Game Gear, Sega Master System                                                              | Sega                                                               |
| 1992   | Bishoujo Senshi Sailor Moon                                           | Game Boy                                                                                   | Angel                                                              |
| 1992   | Cyber Spin                                                            | Super Nintendo Entertainment System                                                        | Takara                                                             |
| 1992   | Great Battle Cyber                                                    | Family Computer                                                                            | Banpresto                                                          |
| 1992   | Kyōryū Sentai Zyuranger                                               | Family Computer                                                                            | Bandai                                                             |
| 1993   | Battletoads                                                           | Game Gear, Sega Mega Drive/Genesis                                                         | Sega                                                               |
| 1993   | Suzuka 8 Hours                                                        | Super Nintendo Entertainment System                                                        | Namco                                                              |
| 1994   | Bishōjo Senshi Sailor Moon                                            | Mega Drive                                                                                 | Bandai                                                             |
| 1994   | Bishōjo Senshi Sailor Moon S: Jōgai Rantō!? Shuyaku Sōdatsusen        | Super Famicom                                                                              | Angel                                                              |
| 1994   | Gaia Saver                                                            | Super Famicom                                                                              | Banpresto                                                          |
| 1994   | Sonic Drift                                                           | Game Gear                                                                                  | Sega                                                               |
| 1995   | Exector                                                               | PlayStation                                                                                |                                                                    |
| 1995   | Sonic Drift 2                                                         | Game Gear                                                                                  | Sega                                                               |
| 1995   | Virtual Open Tennis                                                   | Sega Saturn                                                                                | Imagineer/Acclaim                                                  |
| 1995   | Wizard's Harmony                                                      | PlayStation, Sega Saturn                                                                   |                                                                    |
| 1997   | Wizard's Harmony 2                                                    | PlayStation, Sega Saturn                                                                   |                                                                    |
| 1998   | Guilty Gear                                                           | PlayStation, PSP, PlayStation 3, PlayStation Vita, Windows, PlayStation 4, Nintendo Switch |                                                                    |
| 1998   | Wizard's Harmony R                                                    | PlayStation                                                                                |                                                                    |
| 1999   | Prismaticallization                                                   | Dreamcast, PlayStation                                                                     |                                                                    |
| 1999   | Tanaka Torahiko no Uru Toraryuu Shogi                                 | Dreamcast, PlayStation                                                                     |                                                                    |
| 2000   | Grappler Baki: Baki Saikyo Retsuden                                   | PlayStation 2                                                                              | Tomy                                                               |
| 2000   | Guilty Gear X                                                         | NAOMI, Dreamcast, PlayStation 2, Game Boy Advance, Windows                                 | Sammy Studios                                                      |
| 2001   | Digital Holmes                                                        | PlayStation 2                                                                              |                                                                    |
| 2001   | Guilty Gear X Plus                                                    | PlayStation 2                                                                              | Sammy Studios                                                      |
| 2002   | X: Unmei no Sentaku                                                   | PlayStation                                                                                | Namco                                                              |
| 2003   | Guilty Gear X Ver.1.5                                                 | Atomiswave                                                                                 | Sammy Studios                                                      |
| 2003   | Guilty Gear X2                                                        | NAOMI, PlayStation 2                                                                       | Sammy Studios                                                      |
| 2003   | Guilty Gear X2#Reload                                                 | NAOMI, PlayStation 2, Xbox, Windows, PSP                                                   | Sammy Studios                                                      |
| 2004   | Dragon Ball Z: Supersonic Warriors                                    | Game Boy Advance                                                                           | Atari/Banpresto/Bandai                                             |
| 2004   | Guilty Gear Isuka                                                     | Atomiswave, PlayStation 2, Xbox, Windows                                                   | Sammy Studios                                                      |
| 2005   | Dragon Ball Z: Supersonic Warriors 2                                  | Nintendo DS                                                                                | Atari/Banpresto/Bandai                                             |
| 2005   | Fist of the North Star                                                | Atomiswave, PlayStation 2                                                                  | Sega                                                               |
| 2005   | Guilty Gear XX Slash                                                  | NAOMI, PlayStation 2, PSP                                                                  | Sammy Studios/SEGA                                                 |
| 2006   | Guilty Gear XX Accent Core                                            | NAOMI, PlayStation 2, Wii                                                                  | Sammy Studios/Aksys Games (US)                                     |
| 2007   | Battle Fantasia                                                       | Taito Type X2, PlayStation 3, Xbox 360, Windows                                            | Arc System Works/Aksys Games/505 Games                             |
| 2007   | Guilty Gear 2: Overture                                               | Xbox 360, Windows                                                                          | Arc System Works/Aksys Games/505 Games                             |
| 2007   | Hoshigami Remix                                                       | Nintendo DS                                                                                | ASNetworks/Aksys Games/505 Games                                   |
| 2008   | BlazBlue: Calamity Trigger                                            | Taito Type X2, PlayStation 3, Xbox 360, Windows, PSP                                       | Arc System Works/Aksys Games/PQube/Zen United                      |
| 2008   | Family Table Tennis                                                   | Wii                                                                                        | Aksys Games                                                        |
| 2008   | Guilty Gear XX Accent Core Plus                                       | PlayStation 2, PSP, Wii, Xbox 360, PlayStation 3                                           | Sammy Studios/Arc System Works(Wii)                                |
| 2008   | Petit Copter                                                          | Wii                                                                                        | Aqua System                                                        |
| 2008   | Sengoku Basara X                                                      | System 246 / System 256, PlayStation 2                                                     | Capcom                                                             |
| 2008   | Super Dodgeball Brawlers                                              | Nintendo DS                                                                                | Arc System Works/Aksys Games                                       |
| 2008   | Tantei Jinguji Saburo DS                                              | Nintendo DS                                                                                | Arc System Works/WorkJam                                           |
| 2009   | Animal Puzzle Adventure                                               | DSiWare                                                                                    |                                                                    |
| 2009   | BlazBlue: Continuum Shift                                             | Taito Type X2, PlayStation 3, Xbox 360                                                     | Arc System Works/Aksys Games/Arc System Works UK                   |
| 2009   | Family Card Games                                                     | Wii                                                                                        | Aksys Games                                                        |
| 2009   | Family Glide Hockey                                                   | Wii                                                                                        | Aksys Games                                                        |
| 2009   | Family Grand Tennis                                                   | Wii                                                                                        | Aksys Games                                                        |
| 2009   | Family Mini Golf                                                      | Wii                                                                                        | Aksys Games                                                        |
| 2009   | Family Pirate Party                                                   | Wii                                                                                        | Aksys Games                                                        |
| 2009   | Family Slot Car Racing                                                | Wii                                                                                        | Aksys Games                                                        |
| 2009   | Jazzy Billiards                                                       | Nintendo DSi                                                                               |                                                                    |
| 2009   | Okiraku Sugoroku                                                      | Wii                                                                                        |                                                                    |
| 2009   | Othello                                                               | Windows, Nintendo 3DS, Nintendo DSi, Nintendo Switch, PSP, PlayStation Vita, Wii, Wii U    |                                                                    |
| 2010   | BlayzBloo: Super Melee Brawlers Battle Royale                         | DSiWare                                                                                    |                                                                    |
| 2010   | BlazBlue: Continuum Shift II                                          | Taito Type X2, PSP, Nintendo 3DS                                                           | Arc System Works/Aksys Games/Arc System Works UK                   |
| 2011   | Hard Corps: Uprising                                                  | PlayStation 3, Xbox 360                                                                    | Konami                                                             |
| 2011   | Nurarihyon no Mago: Hyakki Ryouran Taisen                             | PlayStation 3, Xbox 360                                                                    | Konami                                                             |
| 2012   | BlazBlue: Chronophantasma                                             | Taito Type X2, PlayStation 3, PlayStation Vita                                             | Arc System Works/Aksys Games                                       |
| 2012   | BlazBlue: Continuum Shift Extend                                      | PlayStation Vita, PlayStation 3, Xbox 360, PSP, Windows                                    | Arc System Works/Aksys Games/Arc System Works UK                   |
| 2012   | Guilty Gear XX Accent Core Plus R                                     | Arcade, PlayStation Vita, Windows, Nintendo Switch                                         | Sammy Studios/Arc System Works (Steam)                             |
| 2012   | Kyūkōsha no Shōjo                                                     | Nintendo 3DS                                                                               |                                                                    |
| 2012   | Persona 4 Arena                                                       | Taito Type X2, PlayStation 3, Xbox 360                                                     | Atlus                                                              |
| 2012   | Phi Brain: Kizuna no Puzzle                                           | PlayStation Portable                                                                       |                                                                    |
| 2013   | Damascus Gear: Operation Tokyo                                        | PlayStation Vita, PlayStation 4, Windows, Nintendo Switch                                  | Arc System Works                                                   |
| 2013   | Magical Beat                                                          | PlayStation Vita                                                                           |                                                                    |
| 2013   | Persona 4 Arena Ultimax                                               | Taito Type X2, PlayStation 3, Xbox 360, Nintendo Switch, PlayStation 4, Windows            | Atlus/Sega                                                         |
| 2013   | Xblaze Code: Embryo                                                   | PlayStation 3, PlayStation Vita, Windows                                                   | Arc System Works/Aksys Games/Funbox Media                          |
| 2014   | BlazBlue: Chronophantasma Extend                                      | Taito Type X2 (as 2.0), PlayStation 3, PlayStation 4, Xbox One, PlayStation Vita, Windows  | Arc System Works/Aksys Games                                       |
| 2014   | Conveni Dream                                                         | Nintendo 3DS                                                                               |                                                                    |
| 2014   | Fantasy Hero: Unsigned Legacy                                         | PlayStation Vita, Nintendo Switch                                                          |                                                                    |
| 2014   | Guilty Gear Xrd -SIGN-                                                | PlayStation Vita, Nintendo Switch                                                          | Arc System Works/Aksys Games                                       |
| 2014   | Slice It!                                                             | Nintendo 3DS                                                                               | Arc System Works/Aksys Games                                       |
| 2015   | BlazBlue: Central Fiction                                             | Taito Type X2, PlayStation 3, PlayStation 4, Windows, Nintendo Switch                      | Arc System Works/Aksys Games/PQube                                 |
| 2015   | Downtown Nekketsu Koushinkyoku: Soreyuke Daiundoukai All-Star Special | PlayStation 3                                                                              |                                                                    |
| 2015   | Dragon Ball Z: Extreme Butōden                                        | Nintendo 3DS                                                                               | Bandai Namco Entertainment                                         |
| 2015   | Family Tennis SP                                                      | Wii U                                                                                      | Aksys Games                                                        |
| 2015   | XBlaze Lost: Memories                                                 | PlayStation 3, PlayStation Vita                                                            | Arc System Works/Aksys Games                                       |
| 2016   | Chase: Cold Case Investigations - Distant Memories                    | Nintendo 3DS                                                                               | Arc System Works/Aksys Games                                       |
| 2016   | Guilty Gear Xrd -REVELATOR-                                           | Sega RingEdge 2, PlayStation 3, PlayStation 4, Windows                                     | Arc System Works/Aksys Games/Sony Interactive Entertainment (Sign) |
| 2016   | Inferno Climber                                                       | PlayStation 4, Nintendo Switch, Windows                                                    |                                                                    |
| 2016   | One Piece: Great Pirate Colosseum                                     | Nintendo 3DS                                                                               | Bandai Namco Entertainment                                         |
| 2016   | River City Melee: Battle Royale SP                                    | PlayStation 4, Windows                                                                     | Arc System Works, H2 Interactive                                   |
| 2017   | Birthdays the Beginning                                               | PlayStation 4, Windows                                                                     | NIS America                                                        |
| 2017   | Double Dragon IV                                                      | PlayStation 4, Windows, Xbox One, Nintendo Switch                                          |                                                                    |
| 2017   | Jake Hunter Detective Story: Ghost of the Dusk                        | Nintendo 3DS                                                                               | Arc System Works/Orange                                            |
| 2017   | Shephy                                                                | Android, iOS, Nintendo Switch, Windows                                                     |                                                                    |
| 2017   | Simple Mahjong Online                                                 | Nintendo Switch                                                                            |                                                                    |
| 2018   | BlazBlue: Cross Tag Battle                                            | PlayStation 4, Nintendo Switch, Windows, Arcade, Xbox One, Xbox Series X/S                 |                                                                    |
| 2018   | Dragon Ball FighterZ                                                  | PlayStation 4, Xbox One, Windows, Nintendo Switch, PlayStation 5, Xbox Series X/S          | Bandai Namco Entertainment                                         |
| 2018   | Happy Birthdays                                                       | Nintendo Switch                                                                            | NIS America                                                        |
| 2019   | River City Melee Mach!!                                               | PlayStation 4, Windows, Nintendo Switch                                                    |                                                                    |
| 2019   | Stay Cool, Kobayashi-San!: A River City Ransom Story                  | PlayStation 4, Xbox One, Windows, Nintendo Switch                                          |                                                                    |
| 2019   | Wizard's Symphony                                                     | PlayStation 4, Nintendo Switch                                                             |                                                                    |
| 2020   | Code Shifter                                                          | PlayStation 4, Xbox One, Windows, Nintendo Switch                                          |                                                                    |
| 2020   | Granblue Fantasy Versus                                               | PlayStation 4, Windows                                                                     | Cygames/XSEED Games                                                |
| 2021   | Guilty Gear Strive                                                    | PlayStation 4, PlayStation 5, Windows, Arcade, Xbox One, Xbox Series X/S                   | Arc System Works/Bandai Namco Entertainment                        |
| 2022   | DNF Duel                                                              | PlayStation 4, PlayStation 5, Nintendo Switch, Windows                                     | Nexon                                                              |
| 2023   | Granblue Fantasy Versus: Rising                                       | PlayStation 4, PlayStation 5, Windows                                                      | Cygames/XSEED Games                                                |

## Издате игрице
| Година | Назив                                                 | Платформа/е                                                                       | Девелопери                              |
| ------ | ----------------------------------------------------- | --------------------------------------------------------------------------------- | --------------------------------------- |
| 2006   | Castle of Shikigami III                               | Arcade, Wii, Xbox 360, Windows                                                    | Alfa System, Barnhouse Effect           |
| 2007   | Hooked! Real Motion Fishing                           | Wii                                                                               | SIMS                                    |
| 2009   | Strikers 1945 Plus Portable                           | PSP                                                                               | Psikyo                                  |
| 2011   | Arcana Heart 3                                        | PlayStation 3, Xbox 360                                                           | Examu, Team Arcana                      |
| 2012   | Chaos Code                                            | PlayStation 3, PlayStation 4, Windows                                             | FK Digital                              |
| 2012   | Go! Go! Kokopolo - Harmonious Forest Revenge          | Nintendo DS                                                                       | Tanukii Studios Limited                 |
| 2014   | Arcana Heart 3: Love Max!!!!!                         | Taito X2, PlayStation 3, PlayStation Vita, Windows                                | Examu, Team Arcana                      |
| 2014   | Tokyo Twilight Ghost Hunters                          | PlayStation 3, PlayStation Vita                                                   | Toybox Inc.                             |
| 2014   | Under Night In-Birth: Exe Late                        | PlayStation 3, Windows                                                            | Ecole Software, French Bread            |
| 2015   | Skullgirls: 2nd Encore (ексклузивно у Јапану)         | PlayStation 4, PlayStation Vita                                                   | Reverge Labs/Lab Zero                   |
| 2016   | Tokyo Twilight Ghost Hunters: Daybreak Special Gigs   | PlayStation 3, PlayStation Vita, PlayStation 4, Windows                           | Toybox Inc.                             |
| 2017   | Arcana Heart 3: Love Max Six Stars!!!!!               | Taito Type X2, Windows                                                            | Examu, Team Arcana                      |
| 2017   | Melty Blood Actress Again Current Code                | Windows                                                                           | Type-Moon, French-Bread, Ecole Software |
| 2017   | Under Night In-Birth: Exe Late[st]                    | Sega RingEdge 2, PlayStation 3, PlayStation 4, PlayStation Vita, Windows          | Ecole Software, French Bread            |
| 2017   | Wonder Boy: The Dragon's Trap (ексклузивно у Азији)   | PlayStation 4                                                                     | Lizardcube                              |
| 2017   | DJMax Respect (ексклузивно у Јапану)                  | PlayStation 4                                                                     | Rocky Studio, Neowiz MUCA               |
| 2018   | Resonance of Fate (ексклузивно у Јапану)              | PlayStation 4                                                                     | tri-Ace                                 |
| 2018   | World End Syndrome                                    | Nintendo Switch, PlayStation 4                                                    | Toybox Games                            |
| 2018   | The Missing: J.J. Macfield and the Island of Memories | Nintendo Switch, PlayStation 4, Xbox One, Windows                                 | White Owls Inc.                         |
| 2019   | Kill la Kill the Game: IF                             | Nintendo Switch, PlayStation 4, Windows                                           | A+ Games                                |
| 2019   | River City Girls                                      | Nintendo Switch, PlayStation 4, Xbox One, Windows, PlayStation 5                  | WayForward                              |
| 2020   | Under Night In-Birth: Exe Late[cl-r]                  | Nintendo Switch, PlayStation 4, Windows, Sega ALLS HX                             | Ecole Software, French Bread            |
| 2021   | Kowloon High-School Chronicle                         | Nintendo Switch                                                                   | Toybox Inc.                             |
| 2021   | Arcana Heart 3: Love Max Six Stars Xtend!!!!!         | Windows, ex-Arcadia                                                               | Team Arcana                             |
| 2021   | River City Saga: Three Kingdoms                       | Nintendo Switch, PlayStation 4, Windows                                           | A+ Games                                |
| 2022   | Ground Divers!                                        | Nintendo Switch                                                                   | Studio Tsuruhashi                       |
| 2022   | RWBY: Arrowfell                                       | Nintendo Switch, PlayStation 4, PlayStation 5, Windows, Xbox One, Xbox Series X/S | WayForward                              |
| 2022   | River City Girls 2                                    | Nintendo Switch, PlayStation 4, PlayStation 5, Windows, Xbox One, Xbox Series X/S | WayForward                              |

## Списак референци
1. ↑  „Архивирани знванични вебсајт Арксиса из 2018. године”. Архивирано из оригинала 01. 12. 2018. г. Приступљено 11. 5. 2023.
2. 1 2  „Архивирани званични вебсајт Арксиса из 2012. године”. Архивирано из оригинала 10. 05. 2012. г. Приступљено 11. 5. 2023.
3. ↑  „Чланак на вебсајту "Niche Gamer" о игрици "Pizza Pop"”. Приступљено 11. 5. 2023.
4. ↑  „Чланак на вебсајту "Polygon" (2015) о Арксисовом стицању интелектуалне својине”. Приступљено 11. 5. 2023.
5. ↑  „Архивирани Нинтендо чланак на њиховом званичном вебсајту из 2013. године”. Архивирано из оригинала 14. 11. 2013. г. Приступљено 11. 5. 2023.
6. ↑  „Чланак на вебсајту "Siliconera" из 2017. године”. Приступљено 11. 5. 2023.
7. ↑  „Чланак из 2017. године о оснивању северноамеричке филијале на Арксисовом званичном вебсајту”. Приступљено 11. 5. 2023.